# 30 февруари
Месец февруари има 28 или 29 дни. Въпреки това, в историята е имало три случая, когато в някои страни февруари е имал официално 30 дни.
През 1699 г. Швеция решава да премине от юлианския към григорианския календар, като пропусне допълнителните дни за високосните години след 1700, в продължение на 40 години (вижте Шведски календар). Така 1700 г. не е високосна в Швеция, но това е единствената променена година, защото въпреки първоначалния план, 1704 и 1708 г. са високосни.
През този кратък период шведският календар е един ден напред спрямо юлианския и 10 дни назад спрямо григорианския.
През 1711 г. Швеция решава да се върне към юлианския календар и затова на следващата 1712 година месец февруари има два допълнителни дни – 29 и 30 февруари.
Тази дата е отговаряла на 29 февруари от юлианския и на 11 март от григорианския календар. Приемането на григорианския календар в Швеция става окончателно през 1753 г.
През 1929 г. Съветският съюз въвежда революционен календар. По този начин годините 1930 и 1931 официално съдържат 30 февруари. През 1932 г. календарът е изоставен и месеците възвръщат обичайната си дължина.
Трябва да се отбележи, че според първоначалния юлиански календар месец февруари съдържа 30 дни, тоест 12 пъти между 710 AUC (44 г. пр.н.е.) и 746 AUC (8 г. пр.н.е.), но тогава не става въпрос за 30 февруари, а за Pridie Calendas Martias. Освен това, през посочените 36 години е имало само 9 високосни години вместо 12. Като благодарност към Октавиан Август, затова че забелязал грешката, неговият месец (август) станал от 30 на 31 дни, а февруари – от 30 на 29 дни за високосните години.